# Taczanowscy herbu Jastrzębiec

Herb rodziny Taczanowskich: Jastrzębiec.

Taczanowscy – polska rodzina szlachecka związana z Wielkopolską, posługująca się herbem Jastrzębiec. Nazwisko rodu pochodzi od Taczanowa, będącego siedzibą rodu w XV–XX w.. W okresie zaborów Taczanowscy weszli w zaborze pruskim w szeregi arystokracji. Wielu członków rodu zajmowało ważną pozycję w ówczesnym życiu politycznym, wojskowym, religijnym i naukowym.
Tytuł hrabiowski (Graf von Taczanowski) otrzymał 17 maja 1854 ad personam Alfons Taczanowski w Charlottenburgu wraz z dyplomem datowanym 6 września 1854 z rąk króla Prus Fryderyka Wilhelma IV. W 1857 tytuł stał się dziedziczny na zasadzie primogenitury. Po śmierci pierwszego hrabiego Taczanowskiego jego bratankowi odmówiono prawnego zatwierdzenia tytułu (akta Heroldsamtu w Berlinie).
Za austriacką gałąź rodu Taczanowskich, uważa się rodzina nosząca nazwisko Dassanowsky. Według tradycji założyciele tego rodu przybyli do Wiednia wraz z wojskami Jana III Sobieskiego w czasie odsieczy przeciwko Turkom w 1683 r.
Najbardziej znani członkowie rodu:
- Jan Ścibor Taczanowski (XV w.), wojewoda łęczycki ok. 1437
- Andrzej Taczanowski (ok. 1660–XVIII w.), jeden z dowódców Sobieskiego podczas bitwy pod Wiedniem w 1683
- Rafał Taczanowski (XVIII w.), prowincjał zakonu jezuitów w Polsce
- Mikołaj Taczanowski (XVIII wiek), chorąży wieluński, łowczy sieradzki
- Jan Taczanowski (1753–XIX w.), stolnik trembowelski
- Maksymilian Taczanowski (177?–1852), powstaniec, rewolucjonista
- Alfons Anton Taczanowski (1815–1867), pierwszy hrabia, członek pruskiej Izby Panów (Herrenhaus)
- Władysław Taczanowski (1819–1890), zoolog
- Władysław Taczanowski (1825–1893), polityk, członek koła polskiego w parlamencie niemieckim (Reichstagu).
- Edmund Taczanowski (1833–1879), generał polski, dowódca powstańczy 1863, służył także we Włoszech u boku Garibaldiego
- Antoni Taczanowski (1847–1917), ziemianin, członek pruskiej Izby Panów
- Hubert Taczanowski (1924–1944), plutonowy, uczestnik powstania warszawskiego
- Aleksander Taczanowski (1927–2001), kawaler maltański, wieloletni prezes Towarzystwa Ziemiańskiego w Wielkopolsce
- Hubert Taczanowski (ur. 1960), operator filmowy